# 여자 야구 월드컵
야구 여자 월드컵은 세계 야구 소프트볼 연맹이 주관하는 국제 여자 야구 대회이다.

## 역대 여자 야구 월드컵
| 개최연도 | 개최지                |           | 우승           | 준우승         | 3위            | 4위 |
| -------- | --------------------- | --------- | -------------- | -------------- | -------------- | --- |
| 2004     | 캐나다 에드먼턴       | 미국      | 일본           | 캐나다         | 오스트레일리아 |     |
| 2006     | 대만 타이베이         | 미국      | 일본           | 캐나다         | 오스트레일리아 |     |
| 2008     | 일본 마쓰야마         | 일본      | 캐나다         | 미국           | 오스트레일리아 |     |
| 2010     | 베네수엘라 마라카이보 | 일본      | 오스트레일리아 | 미국           | 베네수엘라     |     |
| 2012     | 캐나다 에드먼턴       | 일본      | 미국           | 캐나다         | 오스트레일리아 |     |
| 2014     | 일본 미야자키         | 일본      | 미국           | 오스트레일리아 | 캐나다         |     |
| 2016     | 대한민국 부산         | 일본      | 캐나다         | 베네수엘라     | 중화 타이베이  |     |
| 2018     | 미국 비에라           | 일본      | 중화 타이베이  | 캐나다         | 미국           |     |
| 2021     | 멕시코 티후아나       | 대회 취소 | 대회 취소      | 대회 취소      | 대회 취소      |     |
| 2024     | 캐나다 선더베이       | 일본      | 미국           | 캐나다         | 멕시코         |     |

## 메달 집계
| 순위 | 국가           | 금메달 | 은메달 | 동메달 | 합계 |
| ---- | -------------- | ------ | ------ | ------ | ---- |
| 1    | 일본           | 7      | 2      | 0      | 9    |
| 2    | 미국           | 2      | 3      | 2      | 7    |
| 3    | 캐나다         | 0      | 2      | 5      | 7    |
| 4    | 오스트레일리아 | 0      | 1      | 1      | 2    |
| 5    | 중화 타이베이  | 0      | 1      | 0      | 1    |
| 6    | 베네수엘라     | 0      | 0      | 1      | 1    |